# Jedca Mesca
Jedca mesca (tudi Jedca meseca) je otroška slikanica Gregorja Strniše, ki je prvič izšla pri Mladinski knjigi leta 1982.

## Vsebina
Za hribom sta živela brat in sestra. Vsak dan sta zjutraj pogledala v peč in notri je bila tema. Zvečer, ko je bila v peči žerjavica, pa je iz peči včasih prišel hlebec, velik kot mesec iz noči.
Otroka sta opazovala mesec in brat je menil, da je Mesec takšen kot hlebec, sestra pa, da je kot kepica sladoleda. Želela sta ga pokusiti in sta stegnila roke proti njemu. Ko sta poskusila mesec, se nista mogla odločiti, po čem ima okus, zato sta se skregala in zaspala.
Fant je rad bral knjige in se pridno učil o nebu in nebesnih telesih. Pridno je študiral in postal je magister in doktor. Odpotoval je na drugo stran sveta in bival tam, kjer so pripravljali polet na luno. Bratu je bilo hudo, ker sam ni mogel na luno, saj je bil prestar. Ob tem pa se je spomnil svoje sestre.
Sestra ni nikoli rada brala. Raje je pela in zraven plesala. Postala je poklicna plesalka in kasneje baletka. Gledalci so jo imeli radi. Nastopala je povsod po svetu. Odpotovala je tudi v deželo, kjer je živel njen brat. Srečala sta se po predstavi in odšla na večerjo. On je veliko pojedel, ona pa je pila samo kislo vodo. Ob tem sta obujala spomine, kako sta kot otroka jedla mesec.
Sestra je odpotovala drugam, kjer je uprizorila predstavo z naslovom Let do lune. Vrhunec predstave je bil, ko je plesalka poletela do lune in iztegnila roke še više gor v mrak. Ljudje so tako ploskali, da je odneslo strop gledališča. Nad dvorano je ostalo samo nebo, s katerega se je bleščal pravi mesec, ki ga pa plesalka ni mogla doseči.